# Всероссийский научно-исследовательский институт мелиорированных земель
Всероссийский научно-исследовательский институт мелиорированных земель (ФГБНУ ВНИИМЗ) — ведущее научное учреждение в системе Федерального агентства научных организаций (ФАНО РФ) в области мелиоративного земледелия. Расположен в поселке Эммаусс Калининского района Тверской области.
Наряду с научной деятельностью институт занимается производством и реализацией элитных семян зерновых культур, многолетних трав и картофеля.

## История
Институт создан в соответствии с Постановлением Совета Министров РСФСР от 10 августа 1977 года № 416 и Приказом Министра сельского хозяйства РСФСР от 25 августа 1977 года № 964 на базе Калининской государственной сельскохозяйственной опытной станции (ГСХОС) в целях расширения научных исследований в области эффективного использования мелиорированных земель гумидной зоны.
Первым директором ВНИИМЗ был назначен к.с.-х.н. Толок Иван Григорьевич (10.08.1977 — 30.11.1979 гг. и 08.05.1985 — 13.05.1986 гг.). В указанный период формировались основы материально-технической базы для проведения научных исследований и социально-коммунальной инфраструктуры института.
В соответствии с постановлением Совмина РСФСР от 17.01.1979 №38 институт передан в подчинение Всероссийского отделения ВАСХНИЛ.
С 27.02.1980 по 04.02.1981 гг. институт возглавлял директор академик РАСХН, д.э.н. Шутьков Анатолий Антонович. В этот период осуществлено строительство опытно-производственной осушительной системы на объекте «Губино» на площади 250 га, институт становится головной организацией по выполнению заданий, направленных на повышение эффективности использования мелиорированных земель на территории бывшего СССР в рамках общесоюзной научно-технической программы «Мелиорация земель».
Дальнейшее развитие института было поручено академику ВАСХНИЛ Зыкову Юрию Дмитриевичу (26.01.1981-29.04.1985 гг.), под руководством которого институтом был осуществлен цикл исследований, направленных на создание научных основ эффективного сельскохозяйственного использования мелиорированных земель в Нечернозёмной зоне РФ.
В течение почти 30 лет (11.11.1986г. — 01.07.2015г.) институт возглавлял академик РАН и НААНУ, д.т.н, профессор Ковалёв Николай Георгиевич. В этот период во ВНИИМЗ разработаны новые технологии ускоренной биоконверсии навоза, помета, торфа, соломы в высокоэффективные биологически активные и экологически безопасные удобрения, жидкофазные биосредства, которые применяются в ряде хозяйств Российской Федерации, Украины, Беларуси.
В 2005 г сотрудники ВНИИМЗ совместно со специалистами кафедры физики и мелиорации факультета Почвоведения МГУ им. М.В. Ломоносова и Почвенного института им. В.В. Докучаева РАСХН разработали агроэкологическую почвенно-мелиоративную карту Нечернозёмной зоны Европейской России, предназначенную для решения проблем, связанных с экологизацией землепользования.
Распоряжением Правительства РФ № 1102-р от 30 июня 2010 года ВНИИМЗ вошёл в перечень организаций, подведомственных Российской академии сельскохозяйственных наук.
В 2013 г ФГБНУ ВНИИМЗ передан в подчинение ФАНО России.
Начиная со 2 июля 2015 г., институт возглавляет д.б.н., профессор Рабинович Галина Юрьевна.
С использованием научных разработок ВНИИМЗ разработана и утверждена региональная целевая программа «Развитие мелиорации земель сельскохозяйственного назначения Тверской области на период до 2020 года».

## Направления исследований[22]
В рамках Государственного задания на 2015-2017 гг. институтом осуществляются исследования по разработке теоретических и технологических основ создания на мелиорированных землях адаптивных ландшафтно-мелиоративных систем земледелия и инновационных агротехнологий возделывания сельскохозяйственных культур, по формированию фундаментальных основ создания органических удобрений нового поколения и других видов органических субстратов с повышенным уровнем биогенности и экологической чистоты:
- Теоретические основы создания экологически сбалансированных ландшафтно-мелиоративных систем земледелия в условиях комплексных мелиораций в Нечернозёмной зоне РФ.
- Инновационные агротехнологии возделывания сельскохозяйственных культур на мелиорированных землях — зерновых, кормовых культур и картофеля.
- Научные основы разработки новых технологий биоконверсии органического сырья в высокоэффективные экологически чистые удобрения, жидкофазные и твердофазные биологически активные средства.
- Технологии производства органических удобрений нового поколения и высокоэффективных биомелиорантов (твердофазных и жидкофазных), обеспечивающих улучшение физических, микробиологических и агрохимических свойств осушаемых почв.
- Биологизация земледелия и повышение плодородия мелиорированных почв.

## Ключевые технологии и разработки[24][25][26]
- Способы формирования высокопродуктивных кормовых агрофитоценозов с использованием новых сортов многолетних трав на осушаемых землях.[27]
- Адаптивно-организованные севообороты на осушаемых землях[28].
- Улучшенная грядовая технология возделывания картофеля с уровнем урожайности 30-40 т/га[29].
- Приемы агромелиоративной обработки почвы, направленные на регулирование водно-воздушного режима осушаемых почв и адаптивную интенсификацию земледелия[30].
- Приемы и методы стабилизации и реабилитации потерь органического вещества торфоземов[31].
- Приёмы экологизации земледелия на осушаемых агроландшафтах.
- Ресурсосберегающие технологии обработки почвы на осушаемых землях[32].
- Ресурсоэкономичная технология возделывания козлятника восточного на осушаемых землях.
- Способы эффективного применения средств биологической мелиорации осушаемых земель[33].
- Энергоресурсосберегающая технология возделывания яровых зерновых культур на осушаемых землях[34].
- Ферментационно-экстракционная технология производства и применения высокоэффективных жидкофазных биосредств (ЖФБ).[35][36]
- Универсальная технологическая линия получения новых видов биосредств для сельского хозяйства.[37][38]
- Технология ускоренной переработки навоза и помета в высокоэффективные экологически чистые удобрения.[39][40][41]

## Награды, достижения, независимые оценки
- Государственная премия Российской Федерации в области науки и техники (2001) год[42] присуждена коллективу авторов за работу «Научные основы и новые технологии биоконверсии органического сырья на предприятиях агропромышленного комплекса».
- Премия Правительства Российской Федерации в области науки и техники (2013)[43][44] присуждена коллективу авторов за работу «Научные основы отбора овощных, плодовых и ягодных культур с высокоэффективной антиоксидантной системой, инновационных технологий выращивания овощей, плодов, семян, посадочного материала и создание нового поколения функциональных пищевых продуктов».
- В соответствии с оценкой эффективности деятельности научных организаций, проведенной Федеральной службой по надзору в сфере образования и науки[45][46], в 2011 ВНИИМЗ отнесен к категории научных организаций - лидеров[47].
- По результатам проведенной ФГБНУ «Росинформагротех» экспертизы предложений и информационных материалов о завершенных научных разработках[48] предложенная ВНИИМЗ технология биопереработки органического сырья (навоз, помёт, торф и др.) на предприятиях АПК[49] в экологически чистые высокоэффективные органические удобрения с заданными свойствами отнесена к наилучшим приоритетным апробированным базовым технологиям[50][51].

## Партнерство
- В 2013 году на базе лаборатории осушаемых почв ВНИИМЗ создан филиал кафедры агрохимии, почвоведения и агроэкологии Тверской государственной сельскохозяйственной академии (ТГСХА)[52]
- Осуществляется целевая подготовка специалистов по специальностям 240705 «Биохимическое производство» и 280711 «Рациональное  использование природохозяйственных комплексов» в соответствии с контрактом, заключенным с Тверским химико-технологическим колледжем[53]
- Институт сотрудничает с ГБОУ дополнительного образования детей "Областная станция юных натуралистов Тверской области"[54]
- Институт является участником Тверского регионального центра коллективного пользования научной аппаратурой и технологическим оборудованием[55].